# VR Tka7
Der finnische Schwerkleinwagen Tka7 wurde von der Staatsbahngesellschaft Valtionrautatiet (VR) zwischen 1972 und 1993 in 80 Exemplaren beschafft.

## Geschichte
Die Kleinwagen sind die am häufigsten bei Eisenbahninstandhaltungsarbeiten eingesetzten Fahrzeuge in Finnland und landesweit zu sehen. Die gesamte Serie wurde in der Ausbesserungswerkstatt der VR in Kuopio gebaut. Das erste Exemplar Tka7 168 erhielt den Namenszusatz Simo nach dem damaligen Werkstattleiter Simo Nummelin. Umgangssprachlich wird dieser Name in Finnland für die gesamte Serie verwendet.
Mit ihrer Höchstgeschwindigkeit von 80 km/h sind sie geeignet, längere Überführungsfahrten von Material im Zusammenhang mit Gleiswartungsaufgaben durchzuführen.

## Technik
Alle Fahrzeuge der Baureihe verfügen über einen Kran und können mit einem von Saalasti gebauten hydraulischen Schneepflug ausgerüstet werden. Das Gewicht des Tka7 beträgt je nach Ausstattung 28–31 Tonnen.
Das Achsgewicht beträgt 16 t, das eingebaute mechanische Getriebe stammt von Clark.
2010 wurde Tka7 225 als erstes finnisches Schienenfahrzeug versuchsweise mit dem Zugbeeinflussungssystem ETCS ausgerüstet.

## HKL Tka7
Neben den VR besitzen auch die Verkehrsbetriebe der Stadt Helsinki (HKL) vier Fahrzeuge für Instandsetzungsarbeiten bei der Metro Helsinki, die die Bezeichnungen Tka7 1, 3, 6 und 7 tragen.

## Verbleib
Ein Teil der Serie wurde bereits verschrottet, andere werden von Industrieunternehmen oder Vereinen genutzt:
- Tka7 168 Haapamäki Museoveturiyhdistys ry (Verein, Haapamäki)
- Tka7 172 Porvoon Museorautatie (PMR) ry (Verein, Porvoo)
- Tka7 186 stand lange Zeit defekt im Lokschuppen von Joensuu. Zwischen dem 14. und dem 17. Juli 2023 wurde er in Einzelteile zerlegt und per LKW zur Verschrottung transportiert.[4]
- Tka7 190 Museoveturiseura ry (Verein, Toijala)[5]
- Tka7 198 Keitele-museo Oy (als Unternehmen registriertes Museum, Suolahti)[6]
- Tka7 210 Jemisoft Oy (Unternehmen)[7]
- Tka7 215, 217 und 218 Höyryveturimatkat 1009 Oy (Unternehmen, Turku und Kouvola)[8]
- Tka7 231 Pohjois-Suomen Rautatieharrastajat (PoRha) ry (Verein, Oulu)
- Tka7 238 seit 12. September 2020: Sinisten vaunujen ystävät ry („Freunde der blauen Wagen“, finnlandweiter Verein)[9][10]